# معدلات مستقبلات القشرانيات السكرية الانتقائية
معدلات مستقبلات القشرانيات السكرية الانتقائية (إس إي جي آر إم) وناهضات مستقبلات القشرانيات السكرية الانتقائية (إس إي جي آر إيه) المعروفة سابقًا باسم ناهضات مستقبلات القشرانيات السكرية المتفارقة (دي آي جي آر إيه) هي فئة من الأدوية التجريبية المصممة لمشاركة العديد من الخصائص المرغوبة المضادة للالتهاب أو المثبطة للمناعة أو المضادة للسرطان التي توفرها أدوية القشرانيات السكرية الكلاسيكية ولكن بآثار جانبية أقل مثل ضمور الجلد. رغم أن الأدلة قبل السريرية على التأثيرات المضادة للالتهاب لمعدلات مستقبلات القشرانيات السكرية الانتقائية تبلغ ذروتها، فإن فعالية هذه الأدوية على السرطان مجهولة بدرجة كبيرة حاليًا.
كانت ناهضات مستقبلات القشرانيات السكرية الانتقائية (إس إي جي آر إيه) عادة وعلى مدى التاريخ ذات بنية ستيرويدية، في حين أن معدلات مستقبلات القشرانيات السكرية الانتقائية (إس إي جي آر إم) لاستيرويدية عادةً. الاختصار المشترك لناهضات مستقبلات القشرانيات السكرية ومعدلاتها هو «إس إي جي آر إيه إم». طُور عدد من هذه الربائط ويجري الآن تقييمها في الاختبارات السريرية وما قبل السريرية.
تحقق أدوية «إس إي جي آر إيه إم» انتقائيتَها من خلال تفعيل مجموعة فرعية واحدة فقط من آليات عمل مستقبلات القشرانيات السكرية.

## التاريخ
اكتُشفت الستيرويدات التركيبية ذات الخصائص الشبيهة بناهضات مستقبلات القشرانيات السكرية الانتقائية في أواخر تسعينيات القرن العشرين. خلال العقد الأول من القرن الحادي والعشرين، صُنع العديد من معدلات مستقبلات القشرانيات السكرية الانتقائية المرتقبة، وكان معظمها ذا بنية لاستيرويدية. في الدراسات على النماذج الخلوية في المختبر، ترتبط جزيئات «إس إي جي آر إيه إم» هذه بمستقبلات القشرانيات السكرية بألفة تماثل ألفة الديكساميثازون، وهو ستيرويد قوي، وبقدرة على تثبيط إنتاج الوسائط الالتهابية مثل الإنترلوكين 6 والبروستاغلاندين إي 2. تستطيع ناهضات ومعدلات معينة لمستقبلات القشرانيات السكرية في المختبر أن تعزز الموت الخلوي المبرمج في سرطان البروستات وابيضاض الدم.
أظهرت الدراسات في الجسم الحي لدى الفئران والجرذان أن «إس إي جي آر إيه إم» المطبقة موضعيًا تثبط فعاليةَ البيروكسيداز وتشكُّلَ الوذمة مقارنةً بالبريدنيزولون، وكلا الأمرين مؤشر على الفعالية المضادة للالتهاب. يشير الإعطاء الجهازي لدى الفئران أو الجرذان إلى أن أدوية «إس إي جي آر إيه إم» قد تخفف من العداوى الحادة، والتهاب المفاصل الروماتويدي، والربو، والتهاب القولون. لا تتوفر حاليًا أدلة داخل حيوية على وجود أدوية «إس إي جي آر إيه إم» معينة قادرة على إثارة تأثيرات مماثلة للقشرانيات السكرية الكلاسيكية في الآليات الإمراضية للسرطان. تُظهر الاختبارات قبل السريرية الحالية أن «إس إي جي آر إيه إم» المتوفرة حتى الآن من شأنها أن تسبب آثارًا جانبية أقل أو آثارًا جانبية أقل خطورة على الأقل من القشرانيات السكرية الكلاسيكية. على سبيل المثال، كان ضمور الجلد في الفئران أقل وضوحًا بشكل ملحوظ مما هو عليه الحال عند استخدام البريدنيزولون في دراسة استخدمت ناهضًا لمستقبلات القشرانيات السكرية هو المابراكورت، وكانت التأثيرات الأيضية مثل زيادة الوزن أو ارتفاع مستو ى السكر في الدم غائبة عمليًا.

## التجارب السريرية
في صيف عام 2009، بدأت المرحلة الثانية من التجارب السريرية باستخدام أحد المركبات المرشحة، المابراكورت (الاسمان الرمزيان «بي أو إل-303242-إكس» و«زِد كي 245186»). كانت إحداها دراسة مزدوجة التعمية لتحديد جرعة مرهم مضاد لالتهاب الجلد التأتبي وأجراها إنتندس، وهو قسم من شركة باير للصناعات الدوائية متخصص في الأمراض الجلدية. بدأت المرحلة الثالثة من التجارب في نوفمبر عام 2010 لتقييم مستعلق عيني لعلاج الالتهاب التالي لجراحة الساد، وأجرتها شركة باوش آند لومب.
بدأت المرحلة الثانية من التجارب على مركب قشراني سكري متفارق أخر هو الفوسداغروكورات (بّي إف-04171327) (دواء أولي فوسفاتي عضوي للداغروكورات (بّي إف-00251802)) لعلاج التهاب المفاصل الروماتويدي في عام 2011 على يد شركة فايزر.
لم يُكشف عن نتائج هذه التجارب السريرية حتى الآن، ولم يُوافق على الاستخدام السريري لأي ناهض أو معدل لمستقبلات القشرانيات السكرية بعد.